# Dipsadoboa unicolor
Dipsadoboa unicolor — вид змій родини полозових (Colubridae). Мешкає в Західній і Центральній Африці.

## Поширення і екологія
Dipsadoboa unicolor мешкають в Сьєрра-Леоне, Гвінеї, Ліберії, Кот-д'Івуарі, Гані, Того, Нігерії, Камеруні, ЦАР, Екваторіальній Гвінеї, Габоні, Республіці Конго, Демократичній Республіці Конго, Уганді, Руанді і Бурунді. Вони живуть у вологих тропічних лісах та на узліссях, на плантаціях та на високогірних луках. Зустрічаються на висоті до 3000 м над рівнем моря. Ведуть переважно деревний спосіб життя. Живляться амфібіями, відкладають яйця.